# Elie Carafoli
Elie Carafoli est un ingénieur roumain, né à Véria (Grèce) le 15 septembre 1901 dans une famille aroumaine et mort à Bucarest (Roumanie) le 24 octobre 1983. Il est l'un des pionniers dans le domaine de l'aérodynamique notamment en tant que concepteur d'avions.

## Biographie
Après des études secondaires au Collège national Gheorghe Lazăr, Il est diplômé de l'Institut polytechnique de Bucarest, il a obtenu son doctorat à Paris en 1928 avec la thèse « Contributions à la théorie de la sustentation en aérodynamique ». Il a travaillé en France dans la recherche.
Rentré en Roumanie, il inaugure le cours d'aérodynamique et mécanique de l'avion et fonde l'école roumaine d'aérodynamique (ro) et le constructeur aéronautique Industria Aeronautică Română. Au sein de cette société, il dessine le premier avion roumain moderne, le IAR CV 11, en collaboration avec l'ingénieur français Lucien Virmoux, détaché de chez Blériot Aéronautique. L'avion porte leurs deux initiales.
Parmi ses contributions il faut remarquer :
- le profil d'aile à bord d'attaque allongé qui porte son nom ;
- les ailes à l'« envergure finie » ;
- l'analogie hydrodynamique pour l'étude des ailes en régime supersonique.

Il est devenu par la suite membre de l'Académie roumaine.